# Рукометна репрезентација Летоније
Рукометна репрезентација Летоније представља Летонију у међународним такмичењима у рукомету. Налази се под контролом Рукометног савеза Летоније. Под овим именом репрезентација наступа од 1992. године, а пре тога играчи из Летоније учествовали су у саставу репрезентације Совјетског Савеза.

## Учешћа репрезентације на међународним такмичењима

### Олимпијске игре
Није учествовала

### Светска првенства
Није учествовала

### Европска првенства
Није учествовала